# Joachim Möller
Joachim Möller es un deportista alemán que compitió para la RFA en vela en la clase Flying Dutchman. Ganó una medalla de oro en el Campeonato Europeo de Flying Dutchman de 1959.

## Palmarés internacional
| Campeonato Europeo | Campeonato Europeo     | Campeonato Europeo | Campeonato Europeo |
| Año                | Lugar                  | Medalla            | Clase              |
| ------------------ | ---------------------- | ------------------ | ------------------ |
| 1959               | Juelsminde (Dinamarca) | Medalla de oro     | Flying Dutchman    |